# 波尼亚托夫斯基的金牛座

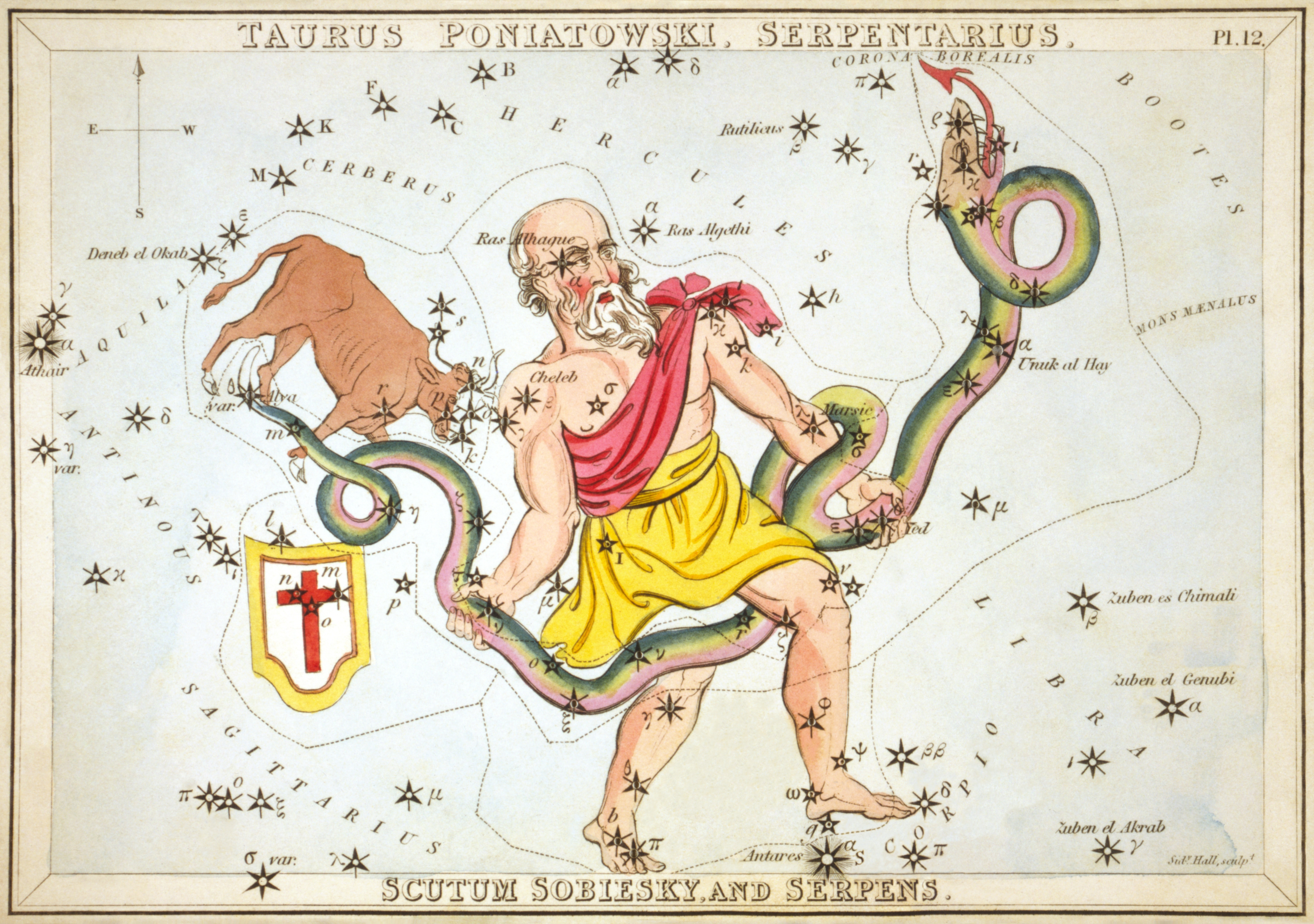
1825年左右，在倫敦出版的星座圖卡上，蛇夫奧菲丘斯握住巨蛇，巨蛇座 。蛇尾上方是金牛座，下方是盾牌座。

波尼亞托夫斯基的金牛座（Taurus Poniatovii，拉丁文：Poniatowski's bull）是一个已经被废除的星座。它是由波兰天文学家馬辛·波科佐布特于1777年创建，以纪念当时的波蘭國王斯坦尼斯瓦夫二世。
這個星座由今天的蛇夫座和天鷹座的一部分恆星組成，它被夾在蛇夫座、天鷹座和巨蛇座的尾部之間，但現在已廢棄不用了。在維爾紐斯大學天文臺的牆上可以找到這個星座的圖繪。

## 恆星

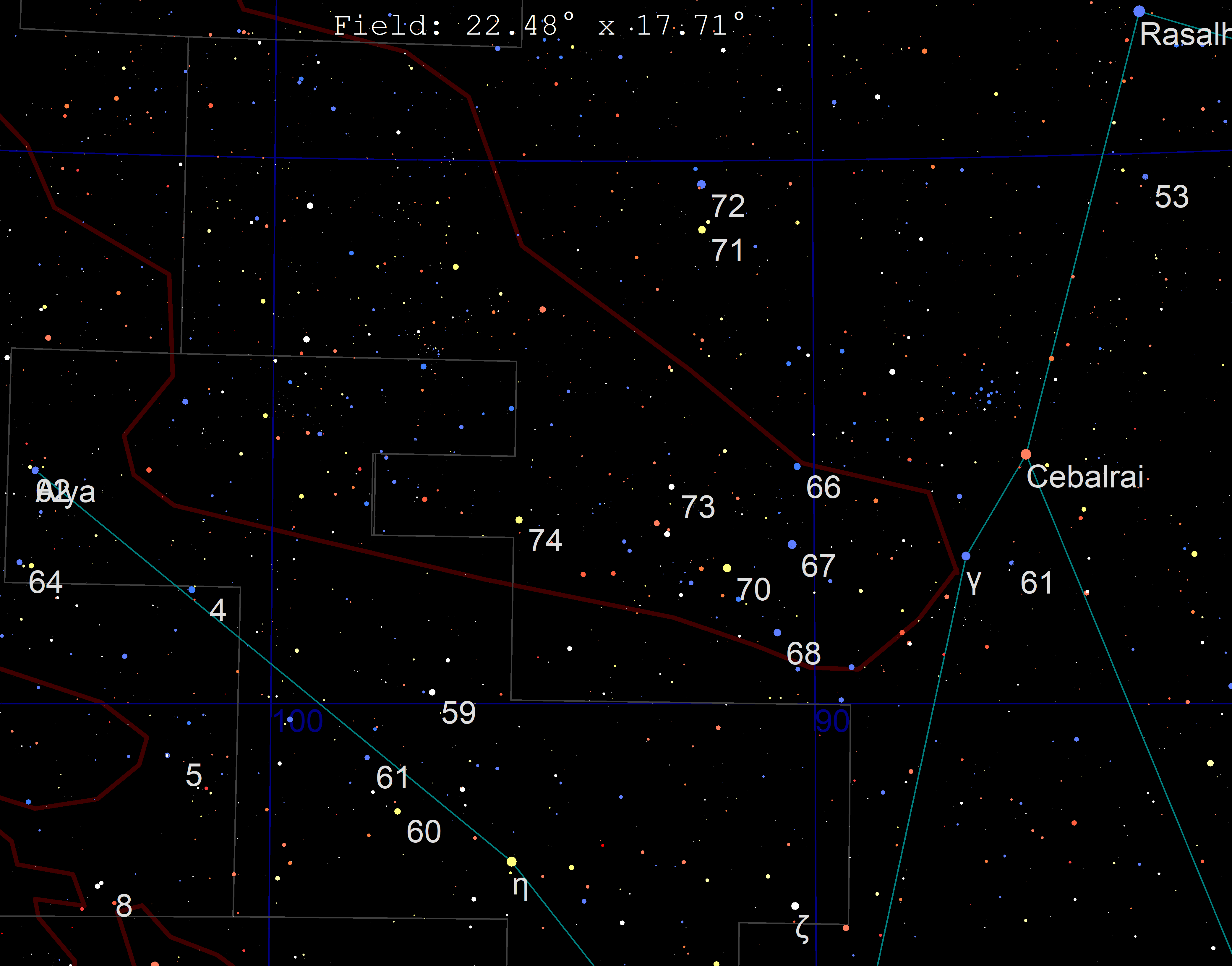
在蛇夫座東北部的部的波尼亞托夫斯基的金牛座。

波尼亞托夫斯基家族的喬切克軍徽。

挑選安排做為頭部的恆星是因為它們組成的形狀與畢宿星團構成金牛座頭部的V字形相似。在定義為波尼亞托夫斯基的金牛座之前，其中一些星過時的 底格里斯河座的一部分。
這些恆星中最亮的是在牛犄角上的蛇夫座72（視星等3.7）。牛的面部是由蛇夫座67（視星等4.0）、蛇夫座68（視星等4.4）、蛇夫座70（視星等4.0）組成。
最亮的五顆恆星屬於結構鬆散的疏散星團科林德359，或梅洛特186。巴納德星也在這個星座的邊界內。現在屬於寶瓶座的一些小星（5等星和6等星）組成了波尼亞托夫斯基的金牛座後半段。

## 外部連結
- http://www.pa.msu.edu/people/horvatin/Astronomy_Facts/obsolete_pages/taurus_poniatovii.htm （页面存档备份，存于）
- http://www.ianridpath.com/startales/poniatowski.htm （页面存档备份，存于）